# برج العنود
بُـرْجُ ٱلـعَـنُـود أوبُـرْجُ ٱلـعَـنُـود ٱلـأَوَّل أو بُـرْجُ ٱلـعَـنُـود 1 هو ناطحة سحاب في عاصمة المملكة العربية السعودية؛ الرياض. تم الانتهاء من بناء البرج في عام 2005. يبلغ ارتفاعه 155 مترًا (509 أقدام) وهو مبنى تجاري رئيسي على طريق الملك فهد في منطقة العليا التجارية. البرج يحتوي على 25 طابقا على مساحة 5000 م² (54000 قدم مربع)، ويجري بجواره بناء بُـرْجُ ٱلـعَـنُـود ٱلـثَّـانِـي (بُـرْجُ ٱلـعَـنُـود 2). البرج مملوك لمؤسسة الأميرة العنود الخيرية وهو يستظيف العديد من الشركات السعودية بما في ذلك المكتب الرئيسي لمصرف الإنماء وفندق لشبكة فنادق نوفوتيل الفرنسية.
يحتوي البرج على معارض بمساحة 1,200 متر مربع (13,000 قدم2)، مكاتب بمساحة 15,000 متر مربع (160,000 قدم2)، ثلاث مئة موقف سيارات، وستة عشر مصعداً كهربائيا.

## فندق نوفوتيل
يعتبر فندق نوفوتيل العنود الذي افتتح سنة 2015 خامس فندق تنفيذي للمجموعة الفرنسية أكور في الرياض وخامس عشر فندق في السعودية. يحتوي الفندق على 135 غرفة و32 جناحاً، نادي صحي بمساحة تزيد على 1,000 متر مربع (11,000 قدم2)، قاعة احتفالات رئيسية بمساحة 1,000 متر مربع (11,000 قدم2) وتتسع لأكثر من 400 مدعو، وعدد من قاعات الاجتماعات المتنوعة.